# Dutaillyea comptonii
Dutaillyea comptonii là một loài thực vật có hoa trong họ Cửu lý hương. Loài này được Baker f. mô tả khoa học đầu tiên năm 1921.